# 1905년 총파업

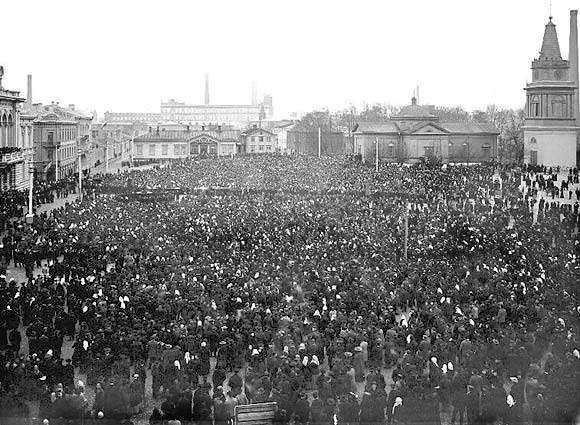
탐페레 장터 광장(오늘날의 탐페레 중앙광장)에 모인 시위 인파.

1905년 총파업(핀란드어: vuoden 1905 suurlakko)은 1905년 10월 말-11월 초 핀란드 대공국에서 벌어진 총파업이다. 당시 핀란드가 러시아 제국의 자치령이었기에 러시아 제1혁명의 연장선에서 일어났으며, 동시에 1900년대 초 러시아화 정책으로 인해 일어난 핀란드 내부의 정치적 분쟁의 표출 결과이기도 했다.  이 총파업의 결과 제1차 러시아화 정책이 종료되었고, 다양한 사회경제적 개혁 조치가 행해졌다. 4원 신분제 의회였던 핀란드 국회가 단원제 의회인 핀란드 의회로 대체된 것, 남녀평등 보통선거권이 도입된 것 등이 그러한 변화의 결과였다. 하지만 최고 정치권력은 여전히 러시아 황제와 러시아 중앙정부의 손에 남았다.

## 배경
가장 큰 배경은 1904년-1905년 러일전쟁에서 러시아 제국이 패배한 것이었다. 전쟁의 패배는 러시아 제정의 절대주의에 흠집을 입혔다. 차르의 권위가 약화됨에 따라 불안정이 일어났고, 권위주의 일색이었던 제국을 민주적인 방향으로 선회시키려는 움직임들이 일어났다. 1905년 1월 22일 일요일 상트페테르부르크에서 식량을 요구하는 군중들을 군을 동원해 유혈 진압한 피의 일요일 사건으로 사회 불안정은 걷잡을 수 없이 확산되었고, 1905년 10월이 되면 나라 곳곳에서 파업이 일어났다. 차르 니콜라이 2세는 10월 30일 입헌군주제를 수용한다는 내용의 10월 선언을 발표했고, 러시아에는 두마가 설치되었다.
폭력적 갈등은 핀란드 대공국으로도 번져왔다. 핀란드 노동자들은 8월부터 이미 광범위한 시위를 벌이며 평등보통선거권을 요구했다. 10월 29일에는 핀란드의 학생들이 파업을 지지하고 나섰고, 같은 날 주로 귀족 및 부르주아들로 이루어진 호헌파들이 원로원과 국회의 분리를 요구하고 나섰다. 핀란드당은 10월 30일 원로원과 국회의 분리 요구에 합류했고, 2월 선언을 철회할 것을 또한 요구했다. 이들 학생-귀족-부르주아 집단들은 본래 노동자들과 행보를 달리해 왔지만 이번 파업에서는 양자가 서로 협조하게 되었다.
이리하여 1905년 10월 29일-30일 핀란드 대공국에서 총파업이 시작되었다. 헬싱키의 원로원 광장, 철도광장과 탐페레의 장터광장(오늘날의 탐페레 중앙광장)에 거대한 시위 인파가 모였고, 노동자 뿐 아니라 문·이과 대학생들도 시위에 동참했다. 공장들이 멈추었고, 가게와 학교들은 문을 닫았다. 핀란드인들은 거리로, 광장으로 나와 모이기 시작했다. 핀란드 대공국의 태생적 한계상 전국적으로 조직적 행동이 이루어질 수는 없었고, 각 지역별로 자율적인 움직임들이 이루어졌다. 개중 헬싱키, 탐페레, 비푸리가 주도적인 지역들이었다. 북포흐얀마 지역의 오울루에서도 파업이 활발했다. 투르쿠-비푸리-오울루를 잇는 거대한 삼각형 안의 지역은 거의 농촌지역에 기독교의 영향이 강한 곳이었다. 이 일대의 촌락들과 소도시들에서는 파업에 동참하는 정도가 천차만별로 달랐다.

## 파업의 실행과 목적

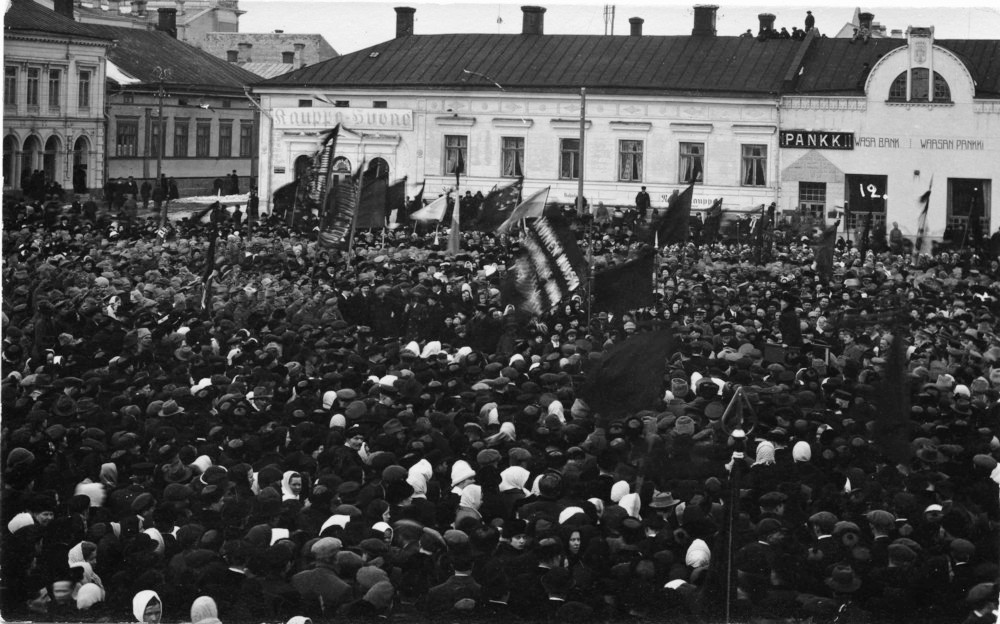
포리의 시위 군중.

헬싱키 철도광장에서 파업이 시작되자 노동자들은 평등보통선거권에 의해 선출되는 의회를 소집할 것을 요구했다. 또 헬싱키에서는 러시아 경찰과 관헌들이 거의 행정력을 발휘하지 못하게 되었기에 국민중앙위원회와 국민위병이 만들어졌다. 탐페레에서는 남자 12명, 여자 10명으로 이루어진 노동자위원회가 만들어졌다.
청년 핀란드당이나 스베코마니아 등의 호헌파 세력은 노동운동계의 "거리 의회"의 활동이 권력을 장악하는 것을 저어하여 자신들이 상황을 통제하려고 했다. 러시아 본토에서는 이미 차르가 자리를 보전하는 식으로 파업이 끝났기에 핀인들 역시 하루빨리 요구사항을 정리하여 승인을 받아낼 필요가 있었다.
1905년 총파업에 참여하는 세력은 크게 둘로 나뉘었고, 이 분리가 결국 운동의 동력 상실로 이어지게 되었다. 러시아 제국에서 파업이 시작되었을 무렵, 운동가들은 이 흐름이 핀란드 대공국까지 미칠 것이라고 보았고, 실제로 핀란드에서의 총파업은 노동운동계와 튀욀래삭티비스미가 주도했다. 하지만 시간이 흐르면서 시민계급, 특히 스웨덴계가 이탈하게 되었고, 반대급부로 노동자들은 실제로 이룰 수 있는 것 이상의 목표를 요구했다. 또한 노동운동가들과 비사회주의 운동가들 사이의 의견차, 학생들의 "흰 얼굴"과 노동자들의 "붉은 심장"은 극명하게 나뉘어 강경하게 대립하기 시작했다.
이 파업은 핀란드 노동운동계 최초의 본격 실력행사였다. 헬싱키에서 이루어진 시위 및 집회의 연장선에서, 11월 1일 탐페레에서 적색선언이 발표되었다. 적색선언은 보통평등선거권과 국가권력을 원로원으로부터 독립 의회로 이동시킬 것, 1899년 2월 선언을 폐기하고 핀란드 대공국의 자치를 확대할 것을 주장했다. 하지만 핀란드의 완전한 자주주권은 요구되지 않았다. 이 선언서는 열차편에 헬싱키로 부쳐져 11월 4일 헬싱키에서도 적색선언을 받아들였다. 19세기 말 이래로 노동자들의 독립성은 더욱 강고해졌고, 지방선거 및 전국선거에서의 선거권은 생계보장, 고용안정, 이동의 자유 등과 함께 노동운동의 주요 의제 중 하나가 되었다. 당시 핀란드 대공국에서 선거권 보유자의 비율은 도시에서는 7.2%, 농촌에서는 4.3%에 불과했다. 헬싱키에서는 11월 3일-4일에도 대규모 시위가 계속되었다.

### 평민에서 시민으로
노동자들의 강경한 태도에는 1897년 국회 및 1904년 국회에서 투표권 요구를 했으나 실망스러운 결과만 얻었던 이유도 있었다. 1905년 4월 13일-14일, 핀란드 국회는 핀인들의 투표권을 기존 제도권 내에서 확대하는 온건한 법안 개정안을 투표에 붙였다. 원로원 측에서는 비임의적 규정 800개 이상을 충족하는 남성에게 평등한 투표권을 주자는 안을 내놓았다. 농민부는 개정안을 지지했고, 여성에게 투표권을 주기 싫었던 성직부는 부분적으로만 동의했다. 신분원이 개회하자 노동운동가들을 비롯한 민권운동가들은 원로원 광장에 모여들어 의원들을 압박했는데, 3만 명에서 4만 명 사이의 군중이 시위에 참가했다. 시위는 밤을 새도록 비교적 차분한 분위기 속에서 계속되며 신분원의 결정을 기다렸다. 4월 15일 밤 의사당 주변 곳곳에서는 민요와 찬송가가 불러졌다. 하지만 귀족부와 시민부가 법안 개정에 반대하고 나섰는데, 이들은 스웨덴 지배기에 만들어진 헌법에 따르면 법률요건이 만족되기 전에는 의회 집단이 새 법을 법을 조정할 수 없다는 근거를 내세웠다. 하지만 같은 회기 동안 세금 안건과 민병대 운영비용 안건은 문제없이 국회를 통과했다. 이렇게 되자 핀인들은 온건한 방법으로 투표권을 얻을 수 없다고 여기게 되었고, 따라서 반년 뒤의 총파업 때는 급격한 변화를 요구하게 되었다.
총파업이 일어나자 국회는 사태를 통제해야 할 필요성을 느꼈고, 호헌파들과 핀란드당, 이반 오볼렌스키 총독 사이에 공식 협상이 이루어지면서 법률요건이 만족되었다. 총독은 핀란드에 내릴 황제 칙령의 내용을 제안해 보라고 했다. 제안서는 호헌파 레오 메켈린이 대부분 작성했고, 상트페테르부르크로 보내져 재가를 받게 되었다. 이 과정에서 노동 대중은 완전히 배제되었다. 이에 노동자들로 구성된 국민위병이 헬싱키 시경찰국을 장악하고 거리 자경에 나섰다. 예비역 대위 출신의 언론인 요한 코크가 국민위병들을 지위했다.

## 광장 임시정부
11월 4일, 헬싱키 철도광장에서 거대한 집회가 열렸다. 이 자리에서 적색선언에 따른 임시정부가 소집되었으며 총 24인이 대표로 뽑혔다. 호헌파(스베코만 포함)가 12명, 사회민주주의자가 9명, 핀란드 국민주의자가 3명이었다. 정부수반은 따로 지명되지 않았다.
임시정부 대표 24인의 명단은 다음과 같다.
| - 게오르그 에드바르드 람사위 (군인) - 레오 메켈린 (스웨덴계.) - 렌나르트 그리펜베리 (스웨덴계.) - 게오르그 샤우만 (스웨덴계.) - 테오도르 호멘 (청년 핀란드당.) - 에로 에르코 (청년 핀란드당.) | - 산테리 알키오 (청년 핀란드당.) - 안티 미콜라 (청년 핀란드당.) - 미코 라트바 (청년 핀란드당.) - 에르키 레이요넨 (청년 핀란드당.) - 세베리 뉘만 (청년 핀란드당.) - 마우노 로센달 (청년 핀란드당.) | - 네스토르 후오포넨 (청년 핀란드당.) - J. R. 다니엘손 (핀란드당.) - 알란 세를라키우스 (핀란드당.) - 닐스 로베르트 아프 우르신 (사회민주당.) - 유호 퀴외스티 카리 (사회민주당.) - 배이뇌 발린 (사회민주당.) | - 마티 헬베리 (사회민주당.) - 요한 코크 (사회민주당.) - 위리외 시롤라 (사회민주당.) - 에밀 페르틸래 (사회민주당.) - 안톤 파비안 피흘만 (사회민주당.) - 레이노 드로킬라 (사회민주당.) |

핀란드 주둔 친위대 사령관인 람사위 보병대장과 원로원 소속 관료인 메켈린, 그리펜베리는 본인들의 동의 없이 명단에 이름이 올랐다. 그러나 임시정부 대표 중 일부가 차르 니콜라이 2세의 결정을 수용할 움직임을 보이면서 임시정부는 출범하자마자 흔들렸고, 실제로 정부로 기능한 적은 한 번도 없었다. 11월 5일, 상트페테르부르크로 갔던 메켈린의 대표단이 그 전날 니콜라이 2세의 서명을 받은 11월 선언을 가지고 돌아왔다. 11월 선언은 핀인들의 자치의 러시아화 정책 이전 수준으로의 복구와, 역사적인 투표권과 의회개혁을 약속했다. "거리 의회"는 이것을 결국 수용하기로 했다. 곧이어 재소집된 메켈린 원로원 각료들 중 광장 임시정부에 이름이 올랐던 사람은 메켈린, 그리펜베리, 카리 세 명 뿐이었다. 하지만 입각하지 못한 사람들은 대부분 의회개혁위원회 위원으로 임명되었다.

## 파업의 종료

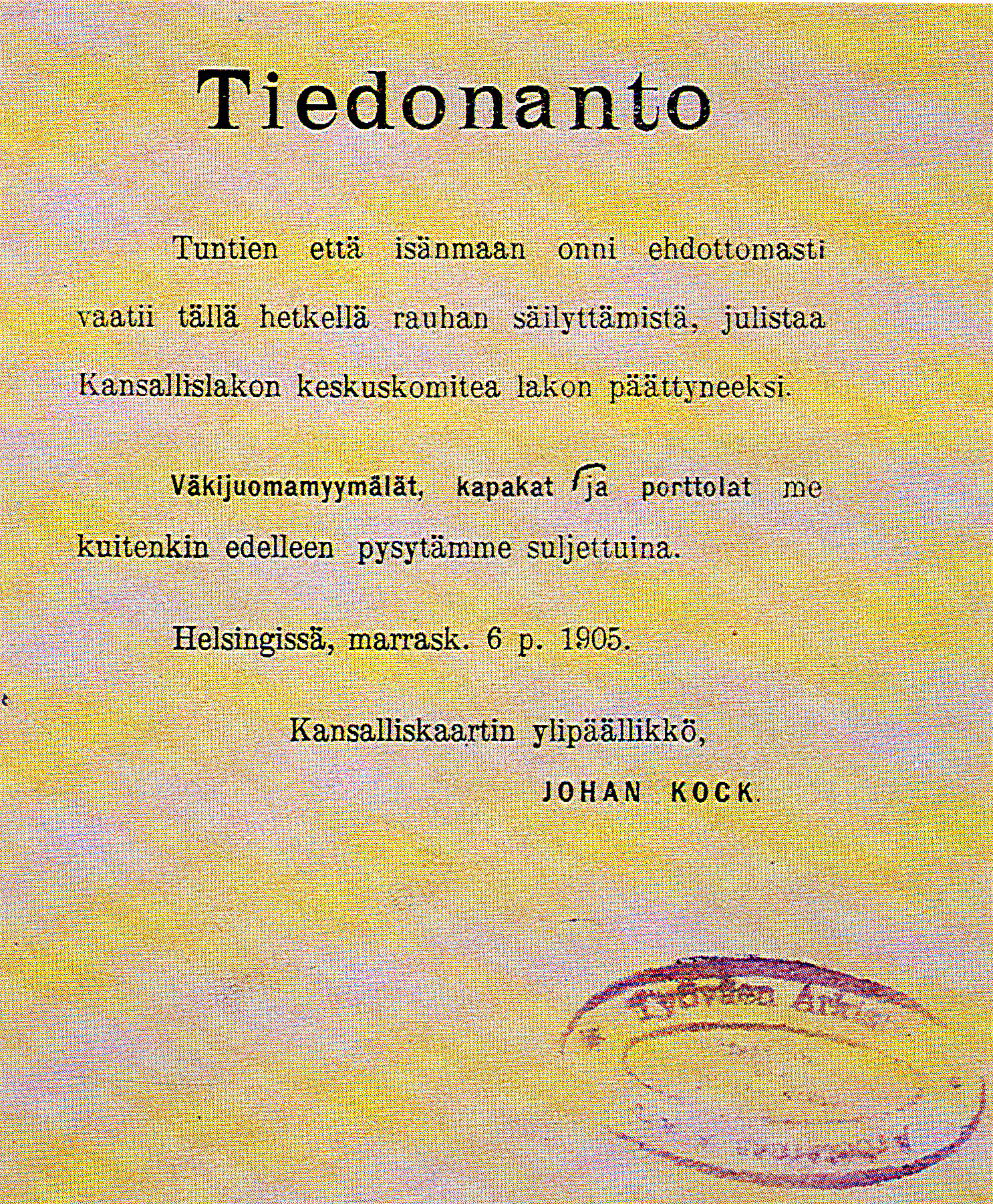
요한 코크의 11월 6일자 파업 종료 결정문.

1905년 11월 6일 오후를 기해 헬싱키에서는 중앙위원회가 파업을 종료할 것을 결정했다. 하지만 노동 대중 일부는 파업의 지속을 요구했다. 반대로 기업주들은 파업이 그날 아침에 이미 끝나기를 기대하고 있었다. 이런 갈등으로 인해 노동자들과 국민위병, 우익적 학생들이 충돌할 뻔 했으나 국민위병이 물러나면서 심각한 사태는 일단 회피되었다. 각 지역별로 파업 종료는 모두 제각각이라, 예컨대 오울루에서는 11월 8일에야 파업이 종료되었다. 11월 6일 저녁, 노동자 등 각자 집단들이 따로 모여 많은 인파가 거리에 나온 가운데 헬싱키에서 파업이 종료되었다. 노동자들은 헬싱키 대학교 쪽(광장 서쪽), 원로원 관료들은 장터 쪽(광장 남쪽)에 모였다. 11월 선언이 발표되고, "우리의 땅"(훗날 핀란드의 국가로 지정됨) 등 노래가 불러졌다. 파업 기간동안 캄캄했던 거리의 건물들이 다락방에 촛불을 밝혔다.

## 참고 자료
- Risto Alapuro (1988): State and revolution in Finland. ISBN 0-520-05813-5.
- Risto Alapuro (1992): Valta ja valtio - miksi vallasta tuli ongelma 1900-luvun vaihteessa?. Teoksessa: Haapala, P. (toim.) Talous, valta ja valtio. Tutkimuksia 1800-luvun Suomesta, s. 251–257. ISBN 951-9066-53-5.
- Osmo Apunen (1987): Rajamaasta tasavallaksi. Teoksessa: Blomstedt, Y. (toim.) Suomen historia 6, Sortokaudet ja itsenäistyminen, s. 47–404. ISBN 951-35-2495-7.
- Pertti Haapala (1986): Tehtaan valossa. Teollistuminen ja työväestön muodostuminen Tampereella 1820–1920. ISBN 951-9254-75-7.
- Pertti Haapala (1992): Työväenluokan synty. Teoksessa: Haapala, P. (toim.) Talous, valta ja valtio. Tutkimuksia 1800-luvun Suomesta, s. 227-249. ISBN 951-9066-53-5.
- Pertti Haapala (1995): Kun yhteiskunta hajosi, Suomi 1914–1920. ISBN 951-37-1532-9.
- Pertti Haapala (2008): Historian peili. Teoksessa Haapala, P. (toim.) Talous, valta ja valtio. Tutkimuksia 1800-luvun Suomesta, s. 227-249. ISBN 951-9066-53-5.
- Jussila, Osmo: Suomen historian suuret myytit. Helsinki: WSOY, 2007. ISBN 978-951-0-33103-3.
- Jorma Keränen toim. (1992): Suomen itsenäistymisen kronikka. ISBN 951-20-3800-5.
- Matti Klinge (1997): Keisarin Suomi. ISBN 951-50-0682-1.
- Matti Lackman (2000): Suomen vai Saksan puolesta ? Jääkäreiden tuntematon historia. ISBN 951-1-16158-X.
- Kati Launis (2008): Syvien rivien naiset. Teoksessa: Haapala, P. et al. (toim.) Kansa kaikkivaltias, suurlakko Suomessa 1905, s. 321-333. ISBN 978-951-851-167-3.
- Hannu Mustakallio (2008): Jumalan johtama lakko. Teoksessa: Haapala, P. et al. (toim.) Kansa kaikkivaltias, suurlakko Suomessa 1905, s. 163-176. ISBN 978-951-851-167-3.
- Toivo Nygård (2003): Uhkan väliaikainen väistyminen. Teoksessa: Zetterberg, S. (toim.) Suomen historian pikkujättiläinen, s. 553-565. ISBN 951-0-27365-1.
- Irma Sulkunen (2008): Naisten voitto. Teoksessa: Haapala, P. et al. (toim.) Kansa kaikkivaltias, suurlakko Suomessa 1905, s. 75-96. ISBN 978-951-851-167-3.
- Marko Tikka (2008): Mitä tapahtui?. Teoksessa: Haapala, P. et al. (toim.) Kansa kaikkivaltias, suurlakko Suomessa 1905, s. 15-41. ISBN 978-951-851-167-3.
- Marko Tikka: Kun kansa leikki kuningasta. Suomen suuri lakko 1905. SKS, 2009. ISBN 978-952-222-141-4.
- Vesa Vares (2008): Suurlakon häviäjät. Teoksessa: Haapala, P. et al. (toim.) Kansa kaikkivaltias, suurlakko Suomessa 1905, s. 349-367. ISBN 978-951-851-167-3.